# 馬霍拉斯溪
馬霍拉斯溪，是台灣東部的一條河流，屬於秀姑巒溪水系，發源於馬博拉斯山東側，注入秀姑巒溪的最長支流樂樂溪（拉庫拉庫溪）。